# ورزشگاه ویزیت مایورکا

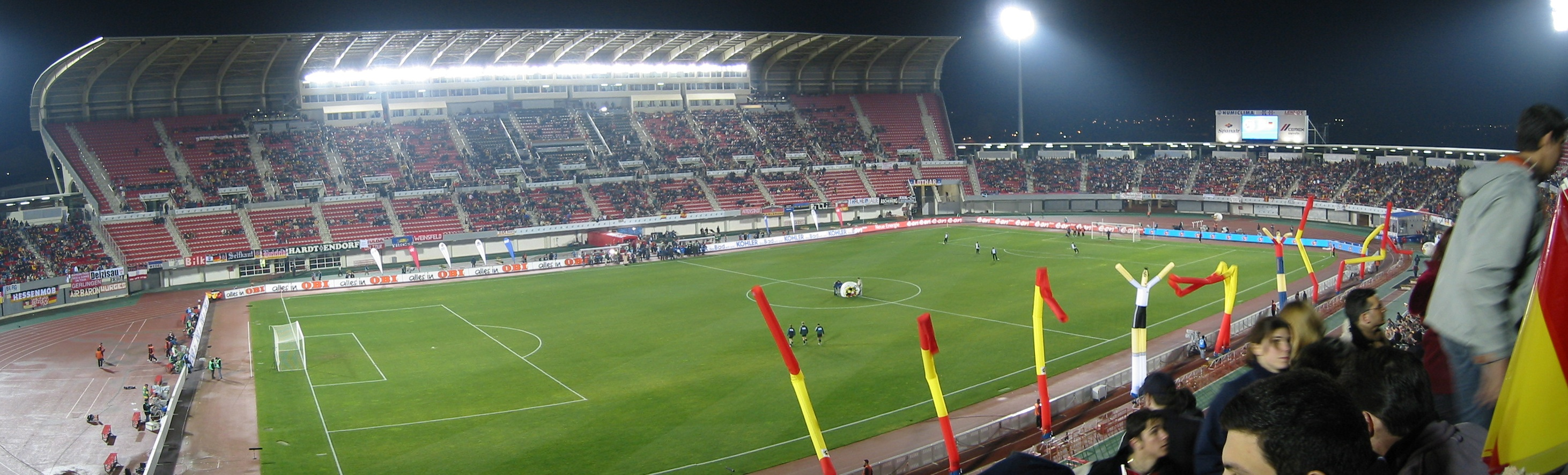
نمایی دیگر از این ورزشگاه

ورزشگاه ویزیت مایورکا (به اسپانیایی: Visit Mallorca Estadi) با ظرفیت ۲۳,۱۴۰ نفر ، ۲۶مین ورزشگاه بزرگ از ورزشگاه‌های فوتبال کشور اسپانیا است که در شهر پالما د مایورکا ایالت جزایر بالئارس واقع شده‌است. این ورزشگاه در سال ۱۹۹۹ بازگشایی شد و در حال حاضر بازی‌های خانگی رئال مایورکا در آن برگزار می‌گردد. این ورزشگاه در طول همه‌گیری کووید-۱۹ در سال ۲۰۲۰ در تلاشی مشترک با کنسل دی مایورکا و سایر نهادهای عمومی برای فعال کردن مجدد فعالیت‌های توریستی در جزیره تغییر نام داد.